# Klostermoor
Klostermoor ist seit der Verwaltungs- und Gebietsreform vom 1. Januar 1973 ein Ortsteil der ostfriesischen Gemeinde Rhauderfehn. Mit einer Ausdehnung von 24,77 Quadratkilometern ist er der flächengrößte der Kommune. In Klostermoor befindet sich der südlichste Punkt der Gemeinde und damit auch Ostfrieslands. Die Reihen- und auch Streusiedlung liegt gut sechs Kilometer östlich von Papenburg im Zentrum eines Gebietes aus Erd-Hochmoor.

## Geschichte
Das Gebiet der heutigen Gemarkung war während des Mittelalters im Besitz der Johanniterkommende Langholt, die das Gebiet in Eigenregie urbar machen wollte. Dieser Plan scheiterte jedoch. Grund dafür war die unzureichende Erschließung der weiten Moorgebiete. Auch die Anlage des nahegelegenen Rhauderfehns behinderte den Landesausbau im Bereich des Klostermoors. Dies änderte sich erst, als Westrhauderfehn im 19. Jahrhundert an den Rand des Klostermoores heranwuchs. Danach begann die langsame Besiedelung des Areals. Diese blieb zunächst auf die Grenzbereiche zu Westrhauderfehn beschränkt, in denen Ansätze einer Infrastruktur vorhanden waren. 1897 wurde die Siedlung erstmals unter ihrem heutigen Namen amtlich verzeichnet.
In der Zeit des Nationalsozialismus gab es in Klostermoor ein Gemeinschaftslager, ein Arbeits- bzw. Gemeinschaftslager sowie ein Kriegsgefangenenlager mit 230 Insassen. Diese waren größtenteils Niederländer und mussten im Torfwerk Klostermoor arbeiten.
Nach dem Zweiten Weltkrieg ließen sich auch in Klostermoor Flüchtlinge und Vertriebene aus den Ostgebieten des Deutschen Reiches nieder. 1946 lag ihr Anteil an den Einwohnern bei 9,1 Prozent. Bis 1950 stieg ihr Anteil 10,9 Prozent, was 71 Bewohnern entspricht.
Einen großen Schub in seiner Entwicklung erhielt Klostermoor nach der Verabschiedung des Emslandplanes am 5. Mai 1950. In der Folge entstanden „in der einst öden Weite des Klostermoores zahlreiche Vollbauernstellen und Anfang der 60er Jahre auch eine in sich geschlossene Wohnsiedlung mit Schule und Kindergarten.“ Das hatte große Auswirkungen auf die Einwohnerzahl. 1945 lebten knapp 400 Einwohner in Klostermoor. Bis 1973 verdreifachte sich diese Zahl nahezu auf 1162 Einwohnern. Durch die weitere Erschließung von Wohngebieten hat Klostermoor inzwischen 1335 Bewohner.

## Einwohnerentwicklung
| Jahr | Einwohnerzahl |
| ---- | ------------- |
| 1871 | 19            |
| 1885 | 45            |
| 1905 | 95            |
| 1925 | 244           |
| 1933 | 379           |
| 1939 | 520           |
| 1946 | 638           |
| 1950 | 650           |
| 1956 | 620           |
| 1961 | 780           |
| 1970 | 1162          |